# Bharoli Kalan
Bharoli Kalan é uma vila no distrito de Gurdaspur, no estado indiano de Punjab.

## Demografia
Segundo o censo de 2001, Bharoli Kalan tinha uma população de 3369 habitantes. Os indivíduos do sexo masculino constituem 52% da população e os do sexo feminino 48%. Bharoli Kalan tem uma taxa de literacia de 66%, superior à média nacional de 59.5%; a literacia no sexo masculino é de 73% e no sexo feminino é de 59%. 14% da população está abaixo dos 6 anos de idade.